# 罗森堡-莫尔德
罗森堡-莫尔德是奥地利下奥地利州霍恩县的一个市镇。总面积30.66平方公里，总人口959人，人口密度31.3人/平方公里（2005年）。